# مرز سه‌گانه
مرز سه‌گانه (اسپانیایی: Triple Frontera‎، پرتغالی: Tríplice Fronteira) یک ناحیه سه مرزی در امتداد مرزهای پاراگوئه، آرژانتین و برزیل است و در محل پیوستن رود ایگواسو به رودخانه پارانا واقع شده است. 
مکان تقریبی مرز سه‌گانه نزدیک به شهرهای  سیوداد دل استه (پاراگوئه)، پورتو یواسو (آرژانتین) و فوز دو لوآچو (برزیل) است. این ناحیه به آبشار ایگواسو و سد ایتایپو نزدیک است.